# Heden Kirke
Heden Kirke ligger i landsbyen Heden ca. 18 km NØ for Faaborg (Region Syddanmark).

## Eksterne kilder og henvisninger
- Heden Kirke på KortTilKirken.dk
- Heden Kirke på danmarkskirker.natmus.dk (Danmarks Kirker, Nationalmuseet)